# Nourredine Kourichi
Nourredine Kourichi - em árabe, نور الدين قريشي (Ostricout, 12 de abril de 1954) - é um ex-futebolista francês de origem argelina e que por isso adotou a Argélia.
Ele competiu na Copa do Mundo FIFA de 1982, sediada na Espanha, na qual a seleção de seu país terminou na 13º colocação dentre os 24 participantes.